# بانگی از ژرفنا
بانگی از ژرفنا (انگلیسی: A Voice from the Deep) یک فیلم کوتاه کمدی آمریکایی است که در سال ۱۹۱۲ منتشر شد.

## بازیگران
- میبل نورماند
- راسکو آرباکل
- ادوارد دیلان
- فرد میس
- مارگریت مارش
- ویلیام جی. باتلر
- دل هندرسون
- فلورنس بارکر
- هری هاید
- می مارش
- فلورنس لی